# Liste des sénateurs français de 2004 à 2008
Pour les articles homonymes, voir Liste des sénateurs français.
Le Sénat est administré par un bureau élu après chaque renouvellement partiel du Sénat. Les sénateurs sont répartis en commissions permanentes et en groupes parlementaires. 
Le présent article regroupes les données correspondant à la période 2004-2008 (les élections sénatoriales, initialement prévues en 2007 ayant été repoussées en 2008).

## Bureau du Sénat
- Président[1] : M. Christian Poncelet (UMP, Vosges)

- Vice-présidents[2] (par nombre de suffrages obtenus) :
  - M. Jean-Claude Gaudin (UMP, Bouches-du-Rhône)
  - M. Adrien Gouteyron (UMP, Haute-Loire)
  - M. Roland du Luart (UMP, Sarthe)
  - M. Philippe Richert (UMP, Bas-Rhin)
  - Mme Michèle André (SOC, Puy-de-Dôme)
  - M. Guy Fischer (CRC, Rhône)

- Questeurs[3] (par nombre de suffrages obtenus) :
  - M. René Garrec (UMP, Calvados)
  - M. Gérard Miquel (SOC, Lot)
  - M. Jean Faure (UMP, Isère)

- Secrétaires du Sénat[4] :
  - Pour le groupe SOC : MM. Didier Boulaud, Simon Sutour, Jean-Luc Mélenchon et Mme Yolande Boyer
  - Pour le groupe UMP : MM. Dominique Braye, Gérard César et Mme Monique Papon
  - Pour le groupe de l'UC  : MM. Philippe Arnaud et Jean-Léonce Dupont
  - Pour le groupe CRC : Mme Michelle Demessine
  - Pour le groupe du RDSE : M. Yvon Collin
  - Pour la RASNAG : M. Philippe Darniche

## Commissions permanentes du Sénat
Les présidents des six commissions permanentes :
- Commission des finances, du contrôle budgétaire et des comptes économiques de la Nation : M.  Jean Arthuis (UC, Mayenne)
- Commission des lois constitutionnelles, de législation, du suffrage universel, du règlement et d'administration générale : M. Jean-Jacques Hyest (UMP, Seine-et-Marne)
- Commission des affaires étrangères, de la défense et des forces armées : 
  - octobre 2004 - décembre 2007 : M. Serge Vinçon (UMP, Cher)[5]
  - janvier - octobre 2008 : M. Josselin de Rohan (UMP, Morbihan)
- Commission des affaires économiques : M. Jean-Paul Émorine (UMP, Saône-et-Loire)
- Commission des affaires sociales : M. Nicolas About (UC, Yvelines)
- Commission des affaires culturelles : M. Jacques Valade (UMP, Gironde)

## Groupes parlementaires
Les présidents des groupes parlementaires sont (par ordre décroissant de la taille du groupe) :
- Groupe UMP : 
  - octobre 2004 - janvier 2008 : M. Josselin de Rohan (Morbihan)[6]
  - janvier - octobre 2008 : M. Henri de Raincourt Yonne
- Groupe SOC : M. Jean-Pierre Bel (Ariège)[7]
- Groupe de l'UC : M. Michel Mercier (Rhône)
- Groupe CRC : Mme Nicole Borvo Cohen Seat (Paris)
- Groupe du RDSE :
  - octobre 2004 - septembre 2007 : M. Jacques Pelletier (Aisne)[8]
  - septembre 2007 - octobre 2008 : M. Pierre Laffitte (Alpes-Maritimes)
- RASNAG : M. Philippe Adnot (Aube) (délégué)

## Liste des sénateurs
| N°  | Département, collectivité, entité | Nombre | Sénateurs | Série |       |
| --- | --------------------------------- | ------ | --- | ----- | ----- |
| 01  | Ain                               | 2      | Jean-Paul Émin - Jean Pépin | A     |       |
| 02  | Aisne                             | 3      | Pierre André – Paul Girod – Un siège vacant | A     |       |
| 03  | Allier                            | 2      | Bernard Barraux – Gérard Dériot | A     |       |
| 04  | Alpes-de-Haute-Provence           | 1      | Claude Domeizel | A     |       |
| 05  | Hautes-Alpes                      | 1      | Pierre Bernard-Reymond | A     |       |
| 06  | Alpes-Maritimes                   | 4      | José Balarello – Charles Ginésy – Pierre Laffitte – Jacques Peyrat | A     |       |
| 07  | Ardèche                           | 2      | Michel Teston – Henri Torre | A     |       |
| 08  | Ardennes                          | 2      | Benoît Huré – Marc Laménie | A     |       |
| 09  | Ariège                            | 1      | Jean-Pierre Bel | A     |       |
| 10  | Aube                              | 2      | Philippe Adnot – Yann Gaillard | A     |       |
| 11  | Aude                              | 2      | Marcel Rainaud – Roland Courteau | A     |       |
| 12  | Aveyron                           | 2      | Jean Puech – Bernard Seillier | A     |       |
| 13  | Bouches-du-Rhône                  | 7      | Robert Bret – Jean-Claude Gaudin – Francis Giraud – Jean-Noël Guérini – Jean-François Picheral – Jacques Siffre – André Vallet                                                                                                   | A     |       |
| 14  | Calvados                          | 3      | Ambroise Dupont – Jean-Léonce Dupont – René Garrec | A     |       |
| 15  | Cantal                            | 2      | Roger Besse – Pierre Jarlier | A     |       |
| 16  | Charente                          | 2      | Philippe Arnaud – Henri de Richemont | A     |       |
| 17  | Charente-Maritime                 | 3      | Claude Belot – Jean-Guy Branger – Louis Renou – Michel Doublet | A     |       |
| 18  | Cher                              | 2      | Rémy Pointereau – François Pillet | A     |       |
| 19  | Corrèze                           | 1      | Georges Mouly – Bernard Murat | A     |       |
| 2A  | Corse-du-Sud                      | 1      | Nicolas Alfonsi | A     |       |
| 2B  | Haute-Corse                       | 1      | François Vendasi | A     | 2008  |
| 21  | Côte-d'Or                         | 3      | Louis de Froissard de Broissia – Louis Grillot – Henri Revol | A     | 2008  |
| 22  | Côtes-d'Armor                     | 3      | Gérard Le Cam – Claude Saunier – Charles Josselin | A     | 2008  |
| 23  | Creuse                            | 2      | André Lejeune – Michel Moreigne | A     | 2008  |
| 24  | Dordogne                          | 2      | Bernard Cazeau – Dominique Mortemousque | A     | 2008  |
| 25  | Doubs                             | 2      | Georges Gruillot – Jean-François Humbert – Louis Souvet | A     | 2008  |
| 26  | Drôme                             | 2      | Jean Besson – Bernard Piras | A     | 2008  |
| 27  | Eure                              | 3      | Joël Bourdin – Jean-Luc Miraux – Ladislas Poniatowski | A     | 2008  |
| 28  | Eure-et-Loir                      | 2      | Joël Billard – Gérard Cornu | A     | 2008  |
| 29  | Finistère                         | 4      | Yolande Boyer – Alain Gérard – Louis Le Pensec – François Marc | A     | 2008  |
| 30  | Gard                              | 3      | Alain Journet – André Rouvière – Simon Sutour | A     | 2008  |
| 31  | Haute-Garonne                     | 4      | Bertrand Auban – Maryse Bergé-Lavigne – Jean-Pierre Plancade – Gérard Roujas | A     | 2008  |
| 32  | Gers                              | 2      | Aymeri de Montesquiou – Yves Rispat | A     | 2008  |
| 33  | Gironde                           | 5      | Gérard César – Bernard Dussaut – Philippe Madrelle – Xavier Pintat – Jacques Valade | A     | 2008  |
| 34  | Hérault                           | 3      | Raymond Couderc – Gérard Delfau – Robert Tropéano | A     | 2008  |
| 35  | Ille-et-Vilaine                   | 4      | Michel Esneu – Yves Fréville – Philippe Nogrix – Yannick Texier | A     | 2008  |
| 36  | Indre                             | 2      | Louis Pinton – François Gerbaud | A     | 2008  |
| 37  | Indre-et-Loire                    | 2      | Marie-France Beaufils – Yves Dauge – Dominique Leclerc | B     | 2011  |
| 38  | Isère                             | 4      | Annie David – Jean Faure – Louis Mermaz – Bernard Saugey | B     | 2011  |
| 39  | Jura                              | 2      | Gérard Bailly – Gilbert Barbier | B     | 2011  |
| 40  | Landes                            | 2      | Jean-Louis Carrère – Philippe Labeyrie | B     | 2011  |
| 41  | Loir-et-Cher                      | 2      | Pierre Fauchon – Jacqueline Gourault | B     | 2011  |
| 42  | Loire                             | 4      | Bernard Fournier – Jean-Claude Frécon – Josiane Mathon – Michel Thiollière | B     | 2011  |
| 43  | Haute-Loire                       | 2      | Jean Boyer – Adrien Gouteyron | B     | 2011  |
| 44  | Loire-Atlantique                  | 5      | François Autain – Charles Gautier – Gisèle Gautier – Monique Papon – André Trillard | B     | 2011  |
| 45  | Loiret                            | 3      | Éric Doligé – Janine Rozier – Jean-Pierre Sueur | B     | 2011  |
| 46  | Lot                               | 2      | André Boyer – Gérard Miquel | B     | 2011  |
| 47  | Lot-et-Garonne                    | 2      | Jean François-Poncet – Daniel Soulage | B     | 2011  |
| 48  | Lozère                            | 1      | Jacques Blanc | B     | 2011  |
| 49  | Maine-et-Loire                    | 3      | Christian Gaudin – André Lardeux – Daniel Raoul | B     | 2011  |
| 50  | Manche                            | 3      | Jean Bizet – Jean-Pierre Godefroy – Jean-François Le Grand | B     | 2011  |
| 51  | Marne                             | 3      | Yves Détraigne – Jean-Claude Étienne – Françoise Férat | B     | 2011  |
| 52  | Haute-Marne                       | 2      | Charles Guené – Bruno Sido | B     | 2011  |
| 53  | Mayenne                           | 2      | Jean Arthuis – François Zocchetto | B     | 2011  |
| 54  | Meurthe-et-Moselle                | 4      | Évelyne Didier – Philippe Nachbar – Jacqueline Panis – Daniel Reiner | B     | 2011  |
| 55  | Meuse                             | 2      | Claude Biwer – Gérard Longuet | B     | 2011  |
| 56  | Morbihan                          | 3      | Odette Herviaux – Joseph Kergueris – Josselin de Rohan | B     | 2011  |
| 57  | Moselle                           | 5      | Philippe Leroy – Jean-Pierre Masseret – Jean Louis Masson – Gisèle Printz – Jean-Marc Todeschini | B     | 2011  |
| 58  | Nièvre                            | 2      | Didier Boulaud – René-Pierre Signé | B     | 2011  |
| 59  | Nord                              | 11     | Marie-Christine Blandin – Michelle Demessine – Béatrice Descamps – Sylvie Desmarescaux – Bernard Frimat – Jean-René Lecerf – Jacques Legendre – Pierre Mauroy – Paul Raoult – Ivan Renar – Alex Türk                             | B     | 2011  |
| 60  | Oise                              | 3      | Philippe Marini – André Vantomme – Alain Vasselle | B     | 2011  |
| 61  | Orne                              | 2      | Nathalie Goulet – Alain Lambert | B     | 2011  |
| 62  | Pas-de-Calais                     | 7      | Brigitte Bout – Jean-Claude Danglot – Françoise Henneron – Daniel Percheron – Michèle San Vicente – Michel Sergent – Jean-Marie Vanlerenberghe                                                                                   | B     | 2011  |
| 63  | Puy-de-Dôme                       | 3      | Michèle André – Michel Charasse – Jean-Marc Juilhard | B     | 2011  |
| 64  | Pyrénées-Atlantiques              | 3      | Didier Borotra – Auguste Cazalet – Annie Jarraud-Vergnolle | B     | 2011  |
| 65  | Hautes-Pyrénées                   | 2      | Josette Durrieu – François Fortassin | B     | 2011  |
| 66  | Pyrénées-Orientales               | 2      | Jean-Paul Alduy – Paul Blanc | B     | 2011  |
| 67  | Bas-Rhin                          | 5      | Fabienne Keller – Philippe Richert – Francis Grignon – Esther Sittler – Roland Ries | C     | 2014  |
| 68  | Haut-Rhin                         | 4      | Hubert Haenel – Jacques Muller - Patricia Schillinger – Catherine Troendle | C     | 2014  |
| 69  | Rhône                             | 7      | François-Noël Buffet – Gérard Collomb – Christiane Demontes – Muguette Dini – Guy Fischer – Élisabeth Lamure – Michel Mercier | C     | 2014  |
| 70  | Haute-Saône                       | 2      | Yves Krattinger – Jean-Pierre Michel | C     | 2014  |
| 71  | Saône-et-Loire                    | 3      | René Beaumont – Jean-Patrick Courtois – Jean-Paul Émorine | C     | 2014  |
| 72  | Sarthe                            | 3      | Jean-Pierre Chauveau – Marcel-Pierre Cléach – Roland du Luart | C     | 2014  |
| 73  | Savoie                            | 2      | Thierry Repentin – Jean-Pierre Vial | C     | 2014  |
| 74  | Haute-Savoie                      | 3      | Jean-Paul Amoudry – Jean-Claude Carle – Pierre Hérisson | C     | 2014  |
| 75  | Paris                             | 12     | David Assouline – Nicole Borvo – Alima Boumediene-Thiery – Jean-Pierre Caffet – Jean Desessard – Philippe Dominati – Philippe Goujon – Marie-Thérèse Hermange – Bariza Khiari – Roger Madec – Yves Pozzo di Borgo – Roger Romani | C     | 2011  |
| 76  | Seine-Maritime                    | 6      | Thierry Foucaud – Patrice Gélard – Marc Massion – Catherine Morin-Desailly – Charles Revet – Alain Le Vern | C     | 2014  |
| 77  | Seine-et-Marne                    | 6      | Michel Billout – Yannick Bodin – Nicole Bricq – Michel Houel – Jean-Jacques Hyest – Colette Mélot | C     | 2011  |
| 78  | Yvelines                          | 6      | Nicolas About – Dominique Braye – Bernadette Dupont – Alain Gournac – Adeline Gousseau – Catherine Tasca | C     | 2011  |
| 79  | Deux-Sèvres                       | 2      | Michel Bécot – André Dulait | C     | 2014  |
| 80  | Somme                             | 3      | Marcel Deneux – Daniel Dubois – Pierre Martin | C     | 2014  |
| 81  | Tarn                              | 2      | Jacqueline Alquier – Jean-Marc Pastor | C     | 2014  |
| 82  | Tarn-et-Garonne                   | 2      | Jean-Michel Baylet – Yvon Collin | C     | 2014  |
| 83  | Var                               | 4      | Pierre-Yves Collombat – Élie Brun – Christiane Hummel – François Trucy | C     | 2014; |
| 84  | Vaucluse                          | 3      | Alain Dufaut – Claude Haut – Alain Milon | C     | 2014  |
| 85  | Vendée                            | 3      | Philippe Darniche – Jean-Claude Merceron – Bruno Retailleau | C     | 2014  |
| 86  | Vienne                            | 2      | Jean-Pierre Raffarin – Alain Fouché | C     | 2014  |
| 87  | Haute-Vienne                      | 2      | Jean-Pierre Demerliat – Jean-Claude Peyronnet | C     | 2014  |
| 88  | Vosges                            | 2      | Jackie Pierre – Christian Poncelet | C     | 2014  |
| 89  | Yonne                             | 2      | Pierre Bordier – Henri de Raincourt | C     | 2014  |
| 90  | Territoire de Belfort             | 1      | Yves Ackermann | A     | 2008  |
| 91  | Essonne                           | 5      | Laurent Béteille – Claire-Lise Campion – Serge Dassault – Jean-Luc Mélenchon – Bernard Vera | C     | 2011  |
| 92  | Hauts-de-Seine                    | 7      | Robert Badinter – Denis Badré – Isabelle Debré – Jean-Pierre Fourcade – Jacques Gautier – Brigitte Gonthier-Maurin – Charles Pasqua                                                                                              | C     | 2011  |
| 93  | Seine-Saint-Denis                 | 6      | Éliane Assassi – Philippe Dallier – Christian Demuynck – Jacques Mahéas – Jack Ralite – Dominique Voynet | C     | 2011  |
| 94  | Val-de-Marne                      | 6      | Christian Cambon – Jean-Jacques Jégou – Serge Lagauche – Catherine Procaccia – Odette Terrade – Jean-François Voguet | C     | 2011  |
| 95  | Val-d'Oise                        | 5      | Bernard Angels – Robert Hue – Raymonde Le Texier – Lucienne Malovry – Hugues Portelli | C     | 2011  |
| 971 | Guadeloupe                        | 3      | Jacques Gillot – Daniel Marsin – Lucette Michaux-Chevry | C     | 2011  |
| 972 | Martinique                        | 2      | Serge Larcher – Claude Lise | C     | 2011  |
| 973 | Guyane                            | 1      | Georges Othily | A     | 2008  |
| 974 | Réunion                           | 3      | Anne-Marie Payet – Gélita Hoarau– Jean-Paul Virapoullé | B     | 2011  |
|     | Nouvelle-Calédonie                | 1      | Simon Loueckhote | B     | 2011  |
|     | Polynésie française               | 1      | Gaston Flosse | A     | 2008  |
|     | Wallis-et-Futuna                  | 1      | Robert Laufoaulu | A     | 2008  |
|     | Mayotte                           | 2      | Adrien Giraud – Soibahaddine Ibrahim | C     | 2011  |
|     | Saint-Pierre-et-Miquelon          | 1      | Denis Detcheverry | C     | 2011  |
|     | Français établis hors de France   | 4      | Pierre Biarnès – Paulette Brisepierre – Robert Del Picchia – André Ferrand | A     | 2008; |
|     | Français établis hors de France   | 4      | Jean-Pierre Cantegrit – Monique Cerisier-ben Guiga – Louis Duvernois – Michel Guerry | B     | 2011  |
|     | Français établis hors de France   | 2      | Joëlle Garriaud-Maylam – Christiane Kammermann | C     | 2011  |
|     | Français établis hors de France   | 2      | Christian Cointat – Richard Yung | C     | 2014  |

## Renouvellement
- La série B fut renouvelée pour la dernière fois lors des élections sénatoriales de 2001 pour un mandat de neuf ans (en fait dix ans grâce aux reports d'élections de 2007)
- La série C fut renouvelée pour la dernière fois lors des élections sénatoriales de 2004. Par tirage au sort, la moitié des sièges de la série C ont été attribués à la future série 1 pour des mandats de six ans (sept ans grâce aux reports d'élections), l'autre partie attribuée à la future série 2 pour des mandats de neuf ans (dix ans grâce aux reports d'élections).
- La série A fut renouvelée pour la dernière fois lors des élections sénatoriales de 2008. L'élection était initialement prévue en 2007, mais fut exceptionnellement reportée par une décision du conseil constitutionnel en 2004, pour éviter un nombre trop grand de scrutins en 2007. Les sénateurs seront alors élus pour six ans.
- La série 1 sera renouvelée pour la première fois lors des élections sénatoriales de 2011, à la suite de la fin de mandat des sénateurs de la série B élus en 2001 pour neuf ans, et des sénateurs de la première partie de la série C élus en 2004 pour six ans.
- La série 2 sera renouvelée pour la première fois lors des élections sénatoriales de 2014, à la suite de la fin de mandat des sénateurs de la série A élus en 2008 pour six ans, et des sénateurs de la seconde partie de la série C élus en 2004 pour neuf ans.